# Maróthy László (miniszter)
Maróthy László (Szeghalom, 1942. december 25. –) magyar politikus, környezetvédelmi és vízügyi miniszter, az Országos Tervhivatal elnöke, a KISZ Központi Bizottságának első titkára, a Magyar Szocialista Munkáspárt Politikai Bizottságának tagja.

## Életútja
Édesapja motorszerelőként dolgozott. Maróthy László agrármérnöki oklevelét a Gödöllői Agrártudományi Egyetemen szerezte, majd Nagytarcsán a Rákóczi Mgtsz-nél dolgozott. 1965-ben lépett be Magyar Szocialista Munkáspártba. Ugyanettől az évtől a GATE függetlenített KISZ-titkára volt, 1967-1968-ban csoportvezetőként dolgozott. 1970-ig a KISZ Pest megyei Bizottságának agitációs és propagandatitkáraként tevékenykedett, ezután az MSZMP szentendrei városi bizottságának első titkára lett, majd 1973-ban a KISZ KB első titkárának választották. 
1973. november 1. és 1989. október között tagja volt az MSZMP Központi Bizottságának, 1975. március 22. és 1988. május 22. között pedig a Politikai Bizottságnak is. 1980. december 3-tól 1984. december 7-ig az MSZMP budapesti bizottságának első titkárként dolgozott. 1984. december 6. és 1987. december 16. között a Minisztertanács elnökhelyettese, 1985-86-ban az Állami Tervbizottság tagja volt. 1986. december 30-tól 1987. december 16-ig az Országos Tervhivatalt vezette. 
1981. április 12. és 1990. március 19. között országgyűlési képviselő volt. 1987. december 16. és 1989. november 21. között környezetvédelmi és vízgazdálkodási miniszterként dolgozott. 1986. december és 1988. május között tagja volt az MSZMP Gazdaságpolitikai Bizottságának is.

### Kutatható iratanyaga
Miniszterelnök-helyettesi működési időszakából (pontosabban az 1985–1987 közti évkörből) 1,38 iratfolyóméternyi, maradandó értékűnek minősített iratanyaga (9 doboz és 6 kötet) került az Országos Levéltár, mai nevén Magyar Nemzeti Levéltár Országos Levéltára őrizetébe, ahol az a XIX-A-2-al törzsszámon kutatható.

## Művei
- A KISZ Központi Bizottságának határozata a 10. Világifjúsági és Diáktalálkozóról és a VIT tapasztalatainak hasznosításáról / A KISZ KB Intéző Bizottságának tájékoztatója a 10. Világifjúsági és Diáktalálkozóról, jelentése a magyar delegáció tevékenységéről / Maróthy László előadói beszéde; Ifjúsági, Bp., 1973 (Határozatok, dokumentumok)
- A KISZ Központi Bizottságának határozata az ifjúsági szövetség néhány időszerű feladatáról / Maróthy László előadói beszéde, Pullai Árpád felszólalása a központi bizottság 1974. április 17-18-i ülésén / A KISZ KB Intéző Bizottságának 1974. április 11-i határozatai; Ifjúsági, Bp., 1974 (Határozatok, dokumentumok)
- A párt ifjúságpolitikájának néhány kérdése. Elhangzott 1979. december 12-én. Az MSZMP Központi Bizottsága Politikai Akadémiája; Kossuth, Bp., 1980
- A Vietnami Kommunista Párt V. kongresszusa 1982. március 28-31.; angolból és oroszból ford. Győri Anna, beszámoló Le Duan, előszó Maróthy László; Kossuth, Bp., 1982